# Bîrlădeni, Ocnița
Bîrlădeni este satul de reședință al comunei cu același nume  din raionul Ocnița, Republica Moldova.

## Istorie
Prima atestare documentară a satului Bîrlădeni datează din anul 1522. Legenda spune ca numele satului vine de la logofătul cu numele Bîrlădeanu, care a avut moșie pe aceste locuri.
Zona în care este amplasat satul Bîrlădeni a fost populată din vechime. Mărturie a acestui fapt sunt trei movile funerare cu înălțimea de circa 2 m fiecare, la o distanță de 200 m una de alta, situate la nord-vest de sat. Sunt cunoscute sub denumirea movilele de la Bîrlădeni. La vest de actuala locație a Bîrlădenilor, pe o colină se află o movilă cu înălțimea de 4 m, vestigiu a trecerii migratorilor prin această regiune.
În 1930 se afla în plasa Briceni, județul Hotin.

## Geografie
Satul are o suprafață de circa 2,54 kilometri pătrați și un perimetru de 7,24 km.
Satul se află la o distanță de 9 km de stația de cale ferată Rediul Mare, la 17 km de orașul Edineț și la 207 km de Chișinău.

## Populație
Populația
La recensământul din anul 2004, populația satului Bîrlădeni constituia 735 de oameni, dintre care 45,99% - bărbați și 54,01% - femei.

### Structura etnică
Structura etnică a localității conform recensământului populației din 2004:
| Grup etnic                           | Populație | % Procentaj |
| ------------------------------------ | --------- | ----------- |
| Băștinași declarați Moldoveni/Români | 228       | 31,02%      |
| Găgăuzi                              | 2         | 0,27%       |
| Romi/Țigani                          | 6         | 0,82%       |
| Ucraineni                            | 478       | 65,03%      |
| Ruși                                 | 20        | 2,72%       |
| Alții                                | 1         | 0,14%       |
| Total                                | 735       | 100%        |